# Казнь китайского заключённого
«Казнь китайского заключённого» (англ. Beheading the Chinese Prisoner) — немой короткометражный фильм ныне неизвестного режиссёра. Премьера состоялась в США в августе 1900 года. 44-секундный фильм, вдохновлённый новостями о Восстании боксёров, был снят на крыше здания Lubin Studios в Филадельфии. Продюсер Зигмунд Любин.

## Сюжет
Китайский заключённый предстаёт перед судом одного из вождей и, будучи признан виновным, приговаривается к обезглавливанию, которое немедленно приводится в исполнение. Палач показывает голову зрителям, чтобы она служила предупреждением для злодеев. Очень захватывающе, — Lubin Catalog, 1903

## Влияние
Фильм считается одним из ранних примеров «йеллоуфейса» (по аналогии с «блэкфейс»), в связи с чем включён в документальный фильм Hollywood Chinese режиссёра Артура Донга.
Оригинал фильма хранится в коллекции Музея Джорджа Истмана.